# Světlá Hora
Světlá Hora – gmina w Czechach, w powiecie Bruntál, w kraju morawsko-śląskim. Według danych z dnia 1 stycznia 2012 liczyła 1454 mieszkańców.
Dzieli się na pięć części:
- Dětřichovice
- Podlesí
- Stará Voda
- Suchá Rudná
- Světlá

## Osoby urodzone w miejscowości Světlá Hora
- Angela Drechsler (1883-1961), niemiecka krajoznawczyni[2]